# フランクリン・ブキャナン
フランクリン・ブキャナン（Franklin Buchanan、1800年9月17日 - 1874年5月11日）は、アメリカ合衆国海軍およびアメリカ連合国海軍の士官で、アメリカ連合国海軍ただ一人の海軍大将である。南北戦争初期には装甲艦CSS バージニアの艦長を務めた。

## 南北戦争まで
医師であった父ジョージ・ブキャナンと母レティシア・マッキーン・ブキャナンの三男（第五子）として、メリーランド州バルチモアに生まれた。ブキャナン家はスコットランドからの移民であった。1815年に士官候補生（Midshipman）となり、1825年に大尉、1841年に中佐、1855年には大佐に昇進している（当時のアメリカ海軍は、正規の尉官は大尉のみ、佐官は2階級で1862年まで海軍に将官（提督）は設置されていない）。
合衆国海軍に45年間奉職したが、全世界で海上勤務についている。1840年代の軍用スループ・ヴィンセンス、同ジャーマンタウンの指揮に始まり、1850年代には蒸気フリゲートサスケハナの艦長として、ペリー代将の日本遠征に加わった。
1845年から1847年までアメリカ合衆国海軍兵学校の初代校長を務め（正規の階級は中佐であるが、一時的に代将となっている）、その後米墨戦争に参加した。1859年から1861年までは、ワシントン海軍工廠の最高責任者であった。南北戦争が近いの噂が流れ始めると、ブキャナンは故郷であるメリーランドがアメリカ合衆国から分離すると予測し、海軍に辞表を出した。しかしながら結局メリーランドは合衆国に留まったため、ブキャナンは辞表を撤回しようとしたが、海軍長官のギデオン・ウェルズは忠誠心の確認できない軍人は不要として、辞表の撤回を認めなかった。

## 南北戦争
アメリカ連合国海軍に転じたブキャナンは、装甲艦CSSバージニアの艦長としてハンプトン・ローズ海戦を戦った.。1862年3月8日、バージニアはUSSカンバーランドを衝角攻撃で撃沈し、続いてUSSコングレスを砲撃により攻撃した。コングレスは大きく損傷したが、バージニアは岸の陸軍部隊から攻撃を受けた。ブキャナンはバージニアの甲板上から、カービン銃で狂ったように岸に向かって銃撃を加えた。すぐに北軍の狙撃兵が放ったミニエー弾がブキャナンの太腿を貫いた。この負傷はすぐに回復はしたものの、翌日に行われた合衆国海軍の装甲艦モニターとの戦闘の指揮は取れなかった。この栄誉はキャツビー・ロジャー・ジョーンズ（Catesby ap Roger Jones）に与えられることとなった。しかし、この海戦で合衆国海軍が被った損害は、真珠湾攻撃に至るまで最大のものだった。

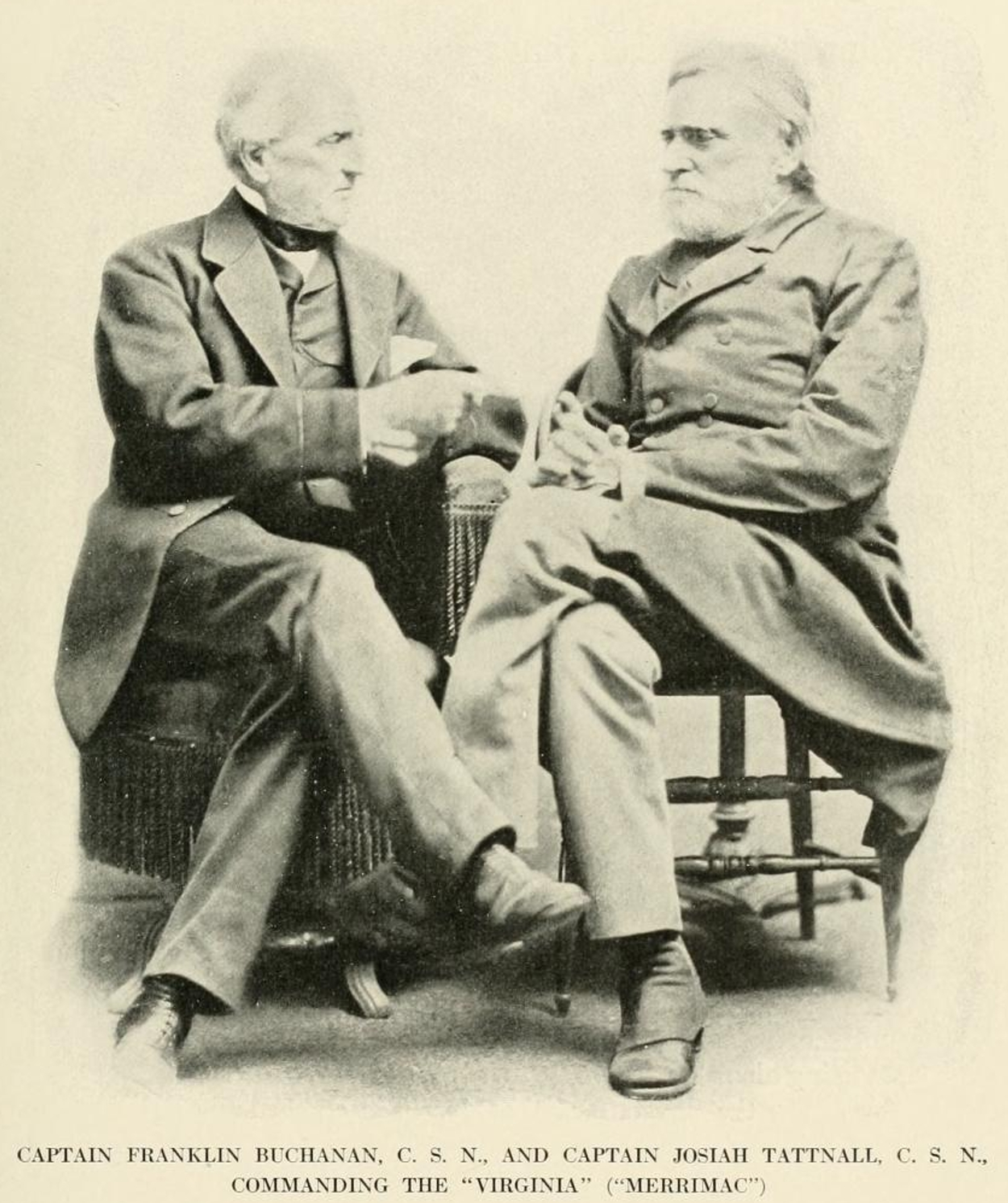
フランク・ブキャナンとジョサイア・タットノール

1862年8月、ブキャナンは海軍大将に昇進し、アラバマ州モービル湾の海軍部隊の指揮を執ることとなった。そこで装甲艦テネシーの建造を監督し、テネシーが完成するとそれに乗艦し、1864年8月5日のモービル湾の海戦で、北軍のデヴィッド・ファラガット少将の艦隊と戦った。ブキャナンはこの戦闘で負傷し捕虜となった。捕虜交換で開放されたのは1865年2月であった 。その後負傷休暇をとったが、休暇中に南北戦争は終結した。

## その後
戦後ブキャナンはメリーランドに戻ったが、その後実業家として1870年までモービルで暮らした。再びメリーランドに戻り、1874年5月11日にそこで死去した。

## 艦名
ブキャナンの名前をもつ軍艦は3隻ある。
- DD-131ブキャナン：ウィックス級駆逐艦の57番艦
- DD-484ブキャナン：グリーブス級駆逐艦の30番艦
- DDG-14ブキャナン：チャールズ・F・アダムズ級ミサイル駆逐艦の13番艦

海軍兵学校の校長公邸もブキャナン・ハウスと呼ばれている。

## 参考資料
1. 1 2 3 4  Quarstein, "Franklin Buchanan"
2. ↑  Annual Register of the United States Naval Academy, Annapolis, Md  By United States Naval Academy, pg 4
3. ↑  Symonds, p. 152.
4. ↑  Jones, Terry L., Historical dictionary of the Civil War, Lanham, Scarecrow Press, 2011, p . 638.
5. ↑  United States Naval Institute Proceedings, Volume 88, U.S. Naval Institute, 1962, p. 68.
6. ↑  Tucker, Spencer, Almanac of American military history, Santa Barbara, ABC-CLIO, 2013, p. 668.
7. 1 2  Symonds, p. 254.

## 伝記
- Quarstein, John V., The CSS Virginia : sink before surrender, Charleston, History Press, 2012, ISBN 9781609495800.
- Craig Symonds, Confederate Admiral: The Life and Wars of Franklin Buchanan, Naval Institute Press, 1999, ISBN 978-1-59114-846-3.